# Rätt sorts råckenråll
Rätt Sorts Råckenråll er et kassettebånd af den svenske musiker og komponist Errol Norstedt fra 1996.
Kassetten indeholder Eleganten Från Vidderna, som er en af hans mest berømte sange, og som også er navnet på dokumentarfilmen fra 2010 om ham.
Titelsangen har en musikvideo der er inkluderet i filmen Nya Tider.
"Rockabilly Boogie" er ikke densamme som på Börje Lundins Kräftkalas fra 1988.
Sangen "Hjärnan Rinner" har den alternative navn "Running Brain" på opsamlingskassetten Compendia Ultima VIII - Två Sidor fra 1998.
"Kör Igång" har den samme melodie som "Full Gas Till Kristianstad" fra kassetten Rockligan.

## Spor
Alle sange skrevet og komponeret af Errol Norstedt.
| 1. | "Rätt Sorts Råckenråll/Have A Party" | 05:22 |
| 2. | "Rockabilly Boogie"                  | 02:59 |
| 3. | "Nu Ska Du Få Stryk Ditt Svin"       | 03:30 |
| 4. | "Hjärnan Rinner"                     | 03:33 |
| 5. | "Boogie-Woogie Man"                  | 03:53 |
| 6. | "Fittans Makt"                       | 03:09 |

| 1. | "Kyssa Dina Pattar"                      | 03:10 |
| 2. | "Stäng Av Den Där Förbannade Apparaten!" | 03:33 |
| 3. | "Schlö Ner'n"                            | 03:03 |
| 4. | "Kör Igång"                              | 03:02 |
| 5. | "Eleganten Från Vidderna"                | 03:10 |
| 6. | "Keep On Dancing All Night Long"         | 05:13 |
| 7. | "Spela Fortare Pöjka'!"                  | 02:42 |

### Sangtitler på dansk
- Rätt Sorts Råckenråll - Den Rette Råckenrållen.
- Nu Ska Du Få Stryk, Ditt Svin - Nu Skal Du Blive Slået, Dit Svin.
- Hjärnan Rinner - Hjernen Rinder.
- Fittans Makt - Fissens Magt.
- Kyssa Dina Pattar - Kysse Dine Patter.
- Stäng Av Den Där Förbannade Apparaten - Sluk Den Forbandede Apparat.
- Schlö Ner'n - Slå Ham Ned.
- Kör Igång - Kom I Gang.
- Eleganten Från Vidderna - Eleganten Fra Landet.
- Spela Fortare Pöjka! - Spille Hurtigere Drenge!